# Lichenostigma dzbanusznikowa
Lichenostigma dzbanusznikowa (Lichenostigma elongatum Nav.-Ros. & Hafellne) – gatunek workowców. Grzyb naporostowy.

## Systematyka i nazewnictwo
Pozycja w klasyfikacji według Index Fungorum: Lichenostigma, Phaeococcomycetaceae, Lichenostigmatales, Arthoniomycetidae, Arthoniomycetes, Pezizomycotina, Ascomycota, Fungi.
Po raz pierwszy opisali go w 1996 r. Père Navarro-Rosinés i Joseph Hafellne na plesze Lobothallia radiosa w Hiszpanii.
Nazwa polska według Wiesława Fałtynowicza.

## Morfologia
Na powierzchni żywiciela tworzy czarne, rozproszone lub luźno skupione pasma podkładek niewłaściwych, proste lub z nielicznymi rozgałęzieniami, wypukłe, o długości około 200–500 µm i grubości 8–20 µm. Owocniki powierzchowne, czarne, rozproszone, wydłużone, wyglądające jak zgrubienia pasm strzępek, o długości 50–200 µm i szerokości 30–60 µm. Ściany komórek zewnętrznych ciemnobrązowe, z ziarnistym pigmentem, wewnątrz szkliste, zbudowane z workowatych komórek o średnicy 4–6 µm w części środkowej. Worki kuliste lub szeroko jajowate, 20–25 × 15–18 µm. Askospory 8-zarodnikowe, szkliste, ale podczas dojrzewania brązowiejące, 1-przegrodowe, rzadko 2-przegrodowe, szeroko jajowate, lekko zwężone na przegrodach, 9–13 × 6–8,5 µm. Mają w okresie dojrzewania ziarnistą powierzchnię.

## Występowanie i siedlisko
Podano występowanie w Ameryce Północnej, Europie i Australii i Azji. W Polsce do 2003 r. znane było tylko jedno stanowisko na plesze porostu z rodzaju Aspicilia (dzbanusznik) i jest to jedyny gatunek rodzaju Lichenostigma, którego stanowiska podano w Polsce.
Grzyb pasożytniczy występujący na plechach i apotecjach porostów z rodzajów Aspicilia (dzbanusznik) i Lobothallia (łatownica). Wywiera nieco niekorzystny wpływ na ich rozwój, zwłaszcza gdy rozwija się na ich apotecjach.